# 观附站
观附站是浙江省慈溪市建设中的一座高架市域铁路车站，属于宁波轨道交通10号线。车站计划于2026年底启用。车站因位于观海卫镇与附海镇交界附近，且位于观附公路东侧而得名。

## 车站形制
观附站位于慈溪市观海卫镇观附公路东侧。车站为高架三层四线双岛式车站，长96米，宽35.9米，总建筑面积为10483平方米。

## 出口
观附站规划设置2个出口。